# Campeonato Mundial de Ginástica Acrobática de 1978
O 3º Campeonato Mundial de Ginástica Acrobática foi organizado pela Federação Internacional de Ginástica nos dias 4 a 9 de outubro de 1978, em Sófia, na Bulgária. Foram disputados 21 eventos nas categorias feminino, masculino e misto.

## Resultados

### Saltos acrobáticos masculinos
Os resultados finais foram os seguintes.
Geral
| Posição           | Ginasta            | Nacionalidade   | Pontos |
| ----------------- | ------------------ | --------------- | ------ |
| Medalha de ouro   | Alexandre Rassolin | União Soviética | 39.365 |
| Medalha de prata  | Igor Brikman       | União Soviética | 39.066 |
| Medalha de bronze | Steve Elliott      | Estados Unidos  | 37.999 |

Primeiro exercício
| Posição           | Ginasta            | Nacionalidade   | Pontos |
| ----------------- | ------------------ | --------------- | ------ |
| Medalha de ouro   | Alexandre Rassolin | União Soviética | 19.666 |
| Medalha de prata  | Steve Elliott      | Estados Unidos  | 19.433 |
| Medalha de bronze | Igor Brikman       | União Soviética | 19.366 |

Segundo exercício
| Posição           | Ginasta            | Nacionalidade   | Pontos |
| ----------------- | ------------------ | --------------- | ------ |
| Medalha de ouro   | Alexandre Rassolin | União Soviética | 19.766 |
| Medalha de prata  | Igor Brikman       | União Soviética | 19.633 |
| Medalha de bronze | Steve Elliott      | Estados Unidos  | 19.400 |
| Medalha de bronze | Plamen Evtimov     | Bulgária        | 19.400 |

### Pares masculinos
Os resultados finais foram os seguintes.
Geral
| Posição           | Equipe                              | Nacionalidade   | Pontos |
| ----------------- | ----------------------------------- | --------------- | ------ |
| Medalha de ouro   | Vladimir Pochivalov, Vasily Machuga | União Soviética | 39.433 |
| Medalha de prata  | Dimitar Rusinov, Petko Petkov       | Bulgária        | 39.032 |
| Medalha de bronze | Adam Klisch, Krzysztof Olędrzynski  | Polónia         | 38.599 |

Primeiro exercício
| Posição           | Equipe                              | Nacionalidade   | Pontos |
| ----------------- | ----------------------------------- | --------------- | ------ |
| Medalha de ouro   | Vladimir Pochivalov, Vasily Machuga | União Soviética | 19.633 |
| Medalha de prata  | Dimitar Rusinov, Petko Petkov       | Bulgária        | 19.600 |
| Medalha de bronze | Adam Klisch, Krzysztof Olędrzynski  | Polónia         | 19.400 |

Segundo exercício
| Posição           | Equipe                              | Nacionalidade   | Pontos |
| ----------------- | ----------------------------------- | --------------- | ------ |
| Medalha de ouro   | Vladimir Pochivalov, Vasily Machuga | União Soviética | 19.733 |
| Medalha de prata  | Dimitar Rusinov, Petko Petkov       | Bulgária        | 19.433 |
| Medalha de bronze | Adam Klisch, Krzysztof Olędrzynski  | Polónia         | 19.233 |

### Grupo masculino
Os resultados finais foram os seguintes.
Geral
| Posição           | Equipe                                                                | Nacionalidade   | Pontos |
| ----------------- | --------------------------------------------------------------------- | --------------- | ------ |
| Medalha de ouro   | Leszek Antonowicz, Josef Szwieczyk, Bogdan Zajonc, Slawomir Halada    | Polónia         | 39.133 |
| Medalha de prata  | Valery Goncharenko, Nikolay Gusev, Saipudin Abubakarov, Igor Yakushov | União Soviética | 39.066 |
| Medalha de bronze | Dimitar Dimitrov, Viho Kolev, Emil Angolov, Yuri Injov                | Bulgária        | 38.332 |

Primeiro exercício
| Posição           | Equipe                                                                | Nacionalidade   | Pontos |
| ----------------- | --------------------------------------------------------------------- | --------------- | ------ |
| Medalha de ouro   | Valery Goncharenko, Nikolay Gusev, Saipudin Abubakarov, Igor Yakushov | União Soviética | 19.533 |
| Medalha de prata  | Dimitar Dimitrov, Viho Kolev, Emil Angolov, Yuri Injov                | Bulgária        | 19.332 |
| Medalha de bronze | Leszek Antonowicz, Josef Szwieczyk, Bogdan Zajonc, Slawomir Halada    | Polónia         | 19.233 |

Segundo exercício
| Posição           | Equipe                                                                | Nacionalidade   | Pontos |
| ----------------- | --------------------------------------------------------------------- | --------------- | ------ |
| Medalha de ouro   | Leszek Antonowicz, Josef Szwieczyk, Bogdan Zajonc, Slawomir Halada    | Polónia         | 19.699 |
| Medalha de prata  | Valery Goncharenko, Nikolay Gusev, Saipudin Abubakarov, Igor Yakushov | União Soviética | 19.299 |
| Medalha de bronze | Dimitar Dimitrov, Viho Kolev, Emil Angolov, Yuri Injov                | Bulgária        | 19.166 |

### Saltos acrobáticos femininos
Os resultados finais foram os seguintes.
Geral
| Posição           | Ginasta              | Nacionalidade   | Pontos |
| ----------------- | -------------------- | --------------- | ------ |
| Medalha de ouro   | Lyudmila Tsiganova   | União Soviética | 38.999 |
| Medalha de prata  | Mella Mustafova      | Bulgária        | 38,800 |
| Medalha de bronze | Valentina Chukhareva | União Soviética | 38.732 |

Primeiro exercício
| Posição           | Ginasta              | Nacionalidade   | Pontos |
| ----------------- | -------------------- | --------------- | ------ |
| Medalha de ouro   | Valentina Chukhareva | União Soviética | 19.70  |
| Medalha de prata  | Mella Mustafova      | Bulgária        | 19.40  |
| Medalha de bronze | Lyudmila Tsiganova   | União Soviética | 19.299 |
| Medalha de bronze | Becky Handrin        | Estados Unidos  | 19.299 |

Segundo exercício
| Posição           | Ginasta            | Nacionalidade   | Pontos |
| ----------------- | ------------------ | --------------- | ------ |
| Medalha de ouro   | Lyudmila Tsiganova | União Soviética | 19.466 |
| Medalha de prata  | Mella Mustafova    | Bulgária        | 19.433 |
| Medalha de bronze | Veska Atanasova    | Bulgária        | 19.366 |

### Pares femininos
Os resultados finais foram os seguintes.
Geral
| Posição           | Equipe                                    | Nacionalidade   | Pontos |
| ----------------- | ----------------------------------------- | --------------- | ------ |
| Medalha de ouro   | Nadezhda Tishchenko, Margarita Kukharenko | União Soviética | 39.199 |
| Medalha de prata  | Stefka Gencheva, Tanya Hristova           | Bulgária        | 38.932 |
| Medalha de bronze | Eva Rutska, Eva Andreszewska              | Polónia         | 38.633 |

Primeiro exercício
| Posição           | Equipe                                    | Nacionalidade   | Pontos |
| ----------------- | ----------------------------------------- | --------------- | ------ |
| Medalha de ouro   | Nadezhda Tishchenko, Margarita Kukharenko | União Soviética | 19.666 |
| Medalha de prata  | Stefka Gencheva, Tanya Hristova           | Bulgária        | 19.466 |
| Medalha de bronze | Eva Rutska, Eva Andreszewska              | Polónia         | 19.166 |

Segundo exercício
| Posição           | Equipe                                    | Nacionalidade   | Pontos |
| ----------------- | ----------------------------------------- | --------------- | ------ |
| Medalha de ouro   | Stefka Gencheva, Tanya Hristova           | Bulgária        | 19.533 |
| Medalha de prata  | Nadezhda Tishchenko, Margarita Kukharenko | União Soviética | 19.433 |
| Medalha de bronze | Eva Rutska, Eva Andreszewska              | Polónia         | 19.266 |

### Grupo feminino
Os resultados finais foram os seguintes.
Geral
| Posição           | Equipe                                              | Nacionalidade      | Pontos |
| ----------------- | --------------------------------------------------- | ------------------ | ------ |
| Medalha de ouro   | Galina Korchemnaya, Tatyana Isaenko, Galina Udodova | União Soviética    | 39.400 |
| Medalha de prata  | Maria Dimitrova, Bonka Encheva, Milka Mateeva       | Bulgária           | 38.766 |
| Medalha de bronze | Petra Niol, Karin Kemin, Martina König              | Alemanha Ocidental | 37.899 |

Primeiro exercício
| Posição           | Equipe                                              | Nacionalidade      | Pontos |
| ----------------- | --------------------------------------------------- | ------------------ | ------ |
| Medalha de ouro   | Galina Korchemnaya, Tatyana Isaenko, Galina Udodova | União Soviética    | 19.533 |
| Medalha de prata  | Maria Dimitrova, Bonka Encheva, Milka Mateeva       | Bulgária           | 19.500 |
| Medalha de bronze | Petra Niol, Karin Kemin, Martina König              | Alemanha Ocidental | 18.900 |

Segundo exercício
| Posição           | Equipe                                              | Nacionalidade   | Pontos |
| ----------------- | --------------------------------------------------- | --------------- | ------ |
| Medalha de ouro   | Galina Korchemnaya, Tatyana Isaenko, Galina Udodova | União Soviética | 19.700 |
| Medalha de prata  | Beata Borowiec, Agata Ostrowska, Alicia Lech        | Polónia         | 19.500 |
| Medalha de bronze | Maria Dimitrova, Bonka Encheva, Milka Mateeva       | Bulgária        | 19.433 |

### Pares mistos
Os resultados finais foram os seguintes.
Geral
| Posição           | Equipe                                  | Nacionalidade   | Pontos |
| ----------------- | --------------------------------------- | --------------- | ------ |
| Medalha de ouro   | Margarita Mollova, Dimitar Minchev      | Bulgária        | 39.299 |
| Medalha de prata  | Tatiana Krivtsova, Vyacheslav Kuznetsov | União Soviética | 38.965 |
| Medalha de bronze | Amy Montgomery, Jay Groves              | Estados Unidos  | 36.933 |

Primeiro exercício
| Posição           | Equipe                                  | Nacionalidade      | Pontos |
| ----------------- | --------------------------------------- | ------------------ | ------ |
| Medalha de ouro   | Margarita Mollova, Dimitar Minchev      | Bulgária           | 19.733 |
| Medalha de prata  | Tatiana Krivtsova, Vyacheslav Kuznetsov | União Soviética    | 19.433 |
| Medalha de bronze | Sabine Filipi, Herbert Mahlbach         | Alemanha Ocidental | 18.699 |

Segundo exercício
| Posição           | Equipe                                  | Nacionalidade      | Pontos |
| ----------------- | --------------------------------------- | ------------------ | ------ |
| Medalha de ouro   | Tatiana Krivtsova, Vyacheslav Kuznetsov | União Soviética    | 19.599 |
| Medalha de prata  | Margarita Millova, Dimitar Minchev      | Bulgária           | 19.566 |
| Medalha de bronze | Sabine Filipi, Herbert Mahlbach         | Alemanha Ocidental | 18.999 |